# Le prodezze di un giovane Don Giovanni
Le prodezze di un giovane Don Giovanni (Les Exploits d'un jeune Don Juan) è un breve romanzo di genere erotico scritto dal poeta francese Guillaume Apollinaire (già autore de Le undicimila verghe) nel 1910 e pubblicato in forma anonima l'anno seguente.
Sulla base di una sua pagina d'agenda del 1905, diversi studiosi considerano il racconto una traduzione dal tedesco, altri lo vedono invece come parodia di un romanzo di Henri de Régnier (Les Vacances d'un jeune homme sage, apparso nel 1903).
Il racconto è stato anche trasposto in fumetti da Georges Pichard nel 1991. Quando nel 2010 un'edizione turca è stata censurata e ritirata dal commercio, il fatto ha provocato qualche eco sulla stampa internazionale, al punto che il traduttore, Irfan Sanci, che rischiava la prigione, è stato premiato per sua difesa dall'Association internationale des éditeurs (IPA) di Ginevra.

## Trama
La storia narra dell'iniziazione sessuale di Roger, ragazzino appena adolescente di buona famiglia che abita con la madre, la zia e la sorella in una grande villa in campagna. Qui viene presto a scoprire, attraverso variegate esperienze (compresa quella dell'incesto) e la seduzione di donne, serve insoddisfatte (le quali gl'insegnano l'arte della masturbazione reciproca) e ragazzine curiose, le molteplici gioie dell'amore. La casa presto si trasforma per il tredicenne in un autentico harem.

## Edizioni italiane
- Le prodezze di un giovane don Giovanni, trad. di Cecilia Santini, con uno scritto di Michel Décaudin, Milano: ES, 1993, 1998 ISBN 88-85357-54-7 ISBN 88-86534-64-7

## Adattamenti cinematografici
- 1980: Tenere cugine
- 1986: L'iniziazione